# Primera 'A' Apertura 2008
A continuación se detallan los resultados del torneo de apertura de la  Primera A de la ANAPROF. se inició el 23 de febrero de 2008, y el campeón fue la Asociación Deportiva Orión, el campeón de este torneo jugará un partido de Gran Campeón único con el campeón del torneo de la Primera 'A' Clausura 2008 para decidir quien jugara el partido de promoción ante el último lugar de la ANAPROF.

## Cambios en el tornero Apertura 2008
- La liga es una vez más separados en dos torneos: Apertura y Clausura.
- No habrá descensos durante este torneo.
- Los ganadores de Apertura y Clausura jugarán un partido con el fin de decidir un campeón único por año, y el mismo se jugara el playoff de ascenso a la ANAPROF.
- El Club Deportivo Policía Nacional es renombrado Sociedad Deportiva Atlético Nacional.

## Equipo del Apertura 2008
| Equipo               | Ciudad        |
| -------------------- | ------------- |
| AD Orión             | San Miguelito |
| Chorrillito          | Arraiján      |
| C.A.I.               | La Chorrera   |
| CD Pan de Azúcar     | San Miguelito |
| Deportivo Génesis    | San Miguelito |
| Paraíso FC           | San Miguelito |
| Río Abajo FC         | Panamá        |
| SD Atlético Nacional | Panamá        |

## Primera A Apertura 2008

### Estadísticas del Apertura 2008
| Posición | Equipo               | Juegos | Ganados | Empatados | Perdidos | Goles a favor | Goles en contra | +/- | Puntos |
| -------- | -------------------- | ------ | ------- | --------- | -------- | ------------- | --------------- | --- | ------ |
| 1.       | Rio Abajo FC         | 14     | 10      | 1         | 3        | 41            | 19              | +22 | 31     |
| 2.       | AD Orión             | 14     | 9       | 1         | 4        | 30            | 17              | +13 | 28     |
| 3.       | Paraíso FC           | 14     | 7       | 3         | 4        | 28            | 24              | +4  | 24     |
| 4.       | Chorrillito          | 14     | 7       | 2         | 5        | 32            | 24              | +8  | 23     |
| 5.       | SD Atlético Nacional | 14     | 6       | 3         | 5        | 28            | 31              | -3  | 21     |
| 6.       | CD Pan de Azúcar     | 14     | 6       | 1         | 7        | 22            | 34              | -12 | 19     |
| 7.       | C.A.I.               | 14     | 3       | 1         | 10       | 20            | 31              | -11 | 10     |
| 8.       | Deportivo Génesis    | 14     | 3       | 0         | 11       | 15            | 35              | -20 | 9      |

- (Los equipos en verde señalan los clasificados a semifinales).

## Final Round
|  | Semifinals   | Semifinals   | Semifinals |          |             | Final       | Final | Final |  |
|  |              |              |            |          |             |             |       |       |  |
|  |              |              |            |          |             |             |       |       |  |
|  | Río Abajo FC | Río Abajo FC | 8          |          |             |             |       |       |  |
|  | Río Abajo FC | Río Abajo FC | 8          |          |             |             |       |       |  |
|  | Chorrillito  | Chorrillito  | 9          |          |             |             |       |       |  |
|  | Chorrillito  | Chorrillito  | 9          |          | Chorrillito | Chorrillito | 2     |       |  |
|  |              |              |            |          | Chorrillito | Chorrillito | 2     |       |  |
|  |              |              | AD Orion   | AD Orion | 3           |             |       |       |  |
|  | AD Orion     | AD Orion     | AD Orion   | AD Orion | 3           | 5           |       |       |  |
|  | AD Orion     | AD Orion     |            |          |             | 5           |       |       |  |
|  | Paraíso FC   | Paraíso FC   | 1          |          |             |             |       |       |  |
|  | Paraíso FC   | Paraíso FC   | 1          |          |             |             |       |       |  |
|  |              |              |            |          |             |             |       |       |  |

### Semifinales - Juego de ida
| 3 de junio de 2008 | Río Abajo FC | 5-4 | Chorrillito | Ciudad del Niño Valdés, |  |

| 30 de mayo de 2008 | AD Orión | 1-1 | Paraíso FC | Estadio Bernardo Gil, |  |

### Semifinales - Juego de vuelta
| 7 de junio de 2008 | Chorrillito | 5-3 | Río Abajo FC | Estadio Bernardo Candela Gil, |  |

| 1 de junio de 2008 | Paraíso FC | 0-4 | AD Orión | Estadio Bernardo Candela Gil, |  |

### Final
| 13 de junio de 2008 | Chorrillito | 2-3 | AD Orión | Estadio Bernardo Candela Gil, |  |

| Campeón de la Primera A Apertura 2008: |
| -------------------------------------- |
| AD Orión 1.er Título                   |